# 吉姆利小镇
吉姆利（Gimli）是位于加拿大曼尼托巴省温尼伯湖西侧的一个小镇。 最初于1908年3月6日成为村庄，又于1946年12月31日至2003年1月1日期间升级为镇。

## 历史
吉姆利最初的居民由加拿大冰岛裔人组成，随之而来的还有来自冰岛的移民。吉姆利小镇作为曼尼托巴的一部分，被称为“新冰岛”，因其在加拿大保留了冰岛的语言和文化。 它也是曼尼托巴冰岛节的起源。
加拿大太平洋铁路在1906年修到吉姆利，很快小镇和周边地区成为了温尼伯市民的旅游和度假目的地。直到20世纪30年代，在吉姆利的南岸地区，小屋逐渐取代了农田 。在温尼伯湖42英里的海岸线上，吉姆利在夏天还是受欢迎的钓鱼地点。
1983年，当加拿大航空公司的一架波音767飞机在曼尼托巴省南的燃料用完时，并成功地以滑翔的方式在吉姆利的Motorsport公园安全着陆。吉姆利工业园机场从此成名，那次著名的事件中的飞机被称为吉姆利滑翔机。

## 冰岛节
1890年以来，马尼托巴冰岛节就开始被庆祝，并自1932年以来在吉姆利小镇举行。在八月长周末期间，每年有上千名游客趁着这三天假期来体验冰岛风格的珠宝和绘画等的艺术品，一些绘画作品被喷涂在一面从吉姆利镇中心延伸到湖边码头的墙上，同时享受传统的冰岛菜肴。
吉姆利每年还举办一个为期五天的夏季电影节，在那里，海滩上的观众可以观看投影在湖上屏幕的电影。